# Grand Prix automobile de Grande-Bretagne 1952
GP précédent GP suivant
Le Grand Prix automobile de Grande-Bretagne 1952 (Vth British Grand Prix), disputé sous la réglementation Formule 2 sur le circuit de Silverstone (Northamptonshire) le 19 juillet 1952, est la vingtième épreuve du championnat du monde de Formule 1 courue depuis 1950 et la cinquième manche du championnat 1952.

## Contexte avant le Grand Prix

### Le championnat du monde
Hormis les 500 miles d'Indianapolis, traditionnellement disputés suivant l'ancienne formule internationale, et dans l'attente de la nouvelle réglementation F1 (2500 cm3) prévue en 1954, les championnats du monde 1952 et 1953 sont organisés sous l'égide de la formule 2 (2000 cm3). Disposant de la plus puissante monoplace du plateau avec son modèle 500 F2 à moteur quatre cylindres conçu par l'ingénieur Lampredi, la Scuderia Ferrari domine largement cette catégorie. Son premier pilote Alberto Ascari est en tête du classement mondial grâce à ses deux victoires en Belgique et en France, devant ses coéquipiers Piero Taruffi (vainqueur en Suisse) et Giuseppe Farina. Rivale attendue de la Ferrari, la Maserati A6GCM n'est pas encore au point et l'usine tarde à l'engager officiellement en championnat, d'autant que son premier pilote Juan Manuel Fangio, accidenté à Monza, est indisponible pour le reste de la saison. Jusqu'alors, la principale opposition est venue de la petite équipe Gordini, Jean Behra ayant battu Ascari lors du Grand Prix de Reims, hors championnat.

### Le circuit

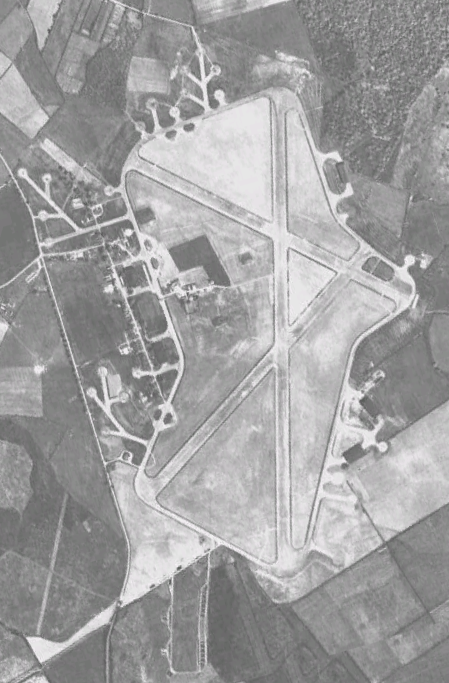
Vue de la base aérienne en 1945. Le tracé du circuit emprunte le périmètre de l'aérodrome.

Basé sur une ancienne base de la Royal Air Force, le circuit a été légèrement modifié par rapport à l'année précédente : les stands ont été déplacés après le virage de Woodcote, et de nouvelles tribunes ont été installées dans cette zone. La sortie des stands se situe désormais juste avant le virage de Copse. À la suite de ces travaux, le développement de la piste est passé de 4,649 à 4,710 km. Silverstone se caractérise par l'absence de longues lignes droites, privilégiant la souplesse des moteurs à la puissance pure.

## Monoplaces en lice
- Ferrari 500 "Usine"

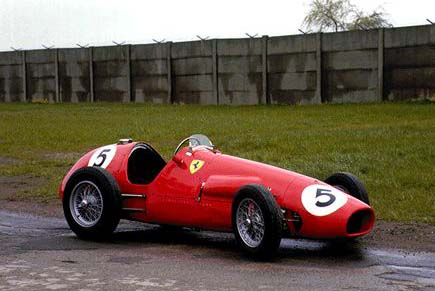
La Ferrari 500 F2, reine de la catégorie.

Avec trois voitures inscrites, la Scuderia Ferrari part une nouvelle fois favorite de la course : forte de ses 175 chevaux, la Ferrari 500 est la plus puissante des monoplaces engagées. Les pilotes attitrés sont Alberto Ascari, Giuseppe Farina et Piero Taruffi, Luigi Villoresi étant toujours indisponible à la suite d'un accident de la route. L'usine est épaulée par trois 500 privées pilotées par Roy Salvadori, Louis Rosier et Rudi Fischer, mais ces voitures ne sont pas aussi affûtées que les monoplaces officielles. Deux autres Ferrari sont également présentes : la 125 de Peter Whitehead et la 212 de l'écurie Espadon, pilotée par Peter Hirt.
- Gordini T16 "Usine"

Jean Behra étant indisponible à la suite de son accident lors des essais du Grand Prix des Sables d'Olonne, les trois T16 à moteur six cylindres seront pilotées par Robert Manzon, Maurice Trintignant et le Prince Bira. Légères et maniables, ces monoplaces peuvent inquiéter les Ferrari, mais elles souffrent bien souvent d'un manque de préparation, la petite équipe devant faire face à un calendrier de courses (Sport et F2) très chargé. Engagé à titre privé, le pilote belge Johnny Claes dispose quant à lui d'une ancienne T15 à moteur quatre cylindres.
- HWM 52 "Usine"

L'équipe HWM engage trois modèles 52 à moteur quatre cylindres Alta d'environ 145 chevaux, deux pour ses pilotes habituels Lance Macklin et Peter Collins, le troisième châssis étant attribué pour l'occasion au Britannique Duncan Hamilton. Une quatrième voiture est présente, celle de l'Australien Tony Gaze.
- Connaught A "Usine"

Présent en F2 depuis 1950, le petit constructeur britannique effectue à Silverstone ses débuts en championnat du monde. Les quatre voitures engagées sont équipées d'un moteur quatre cylindres Lea Francis, d'une puissance de l'ordre de 145 chevaux. Elles seront pilotées par Kenneth McAlpine, Ken Downing, Eric Thompson et Dennis Poore, tous quatre habitués des courses de F2 mais n'ayant auparavant jamais participé à une épreuve mondiale.
- ERA Type G "Usine"

Tout comme au Grand Prix de Belgique, l'usine a engagé une Type G (moteur Bristol de 130 chevaux) pour Stirling Moss.
- Cooper T20

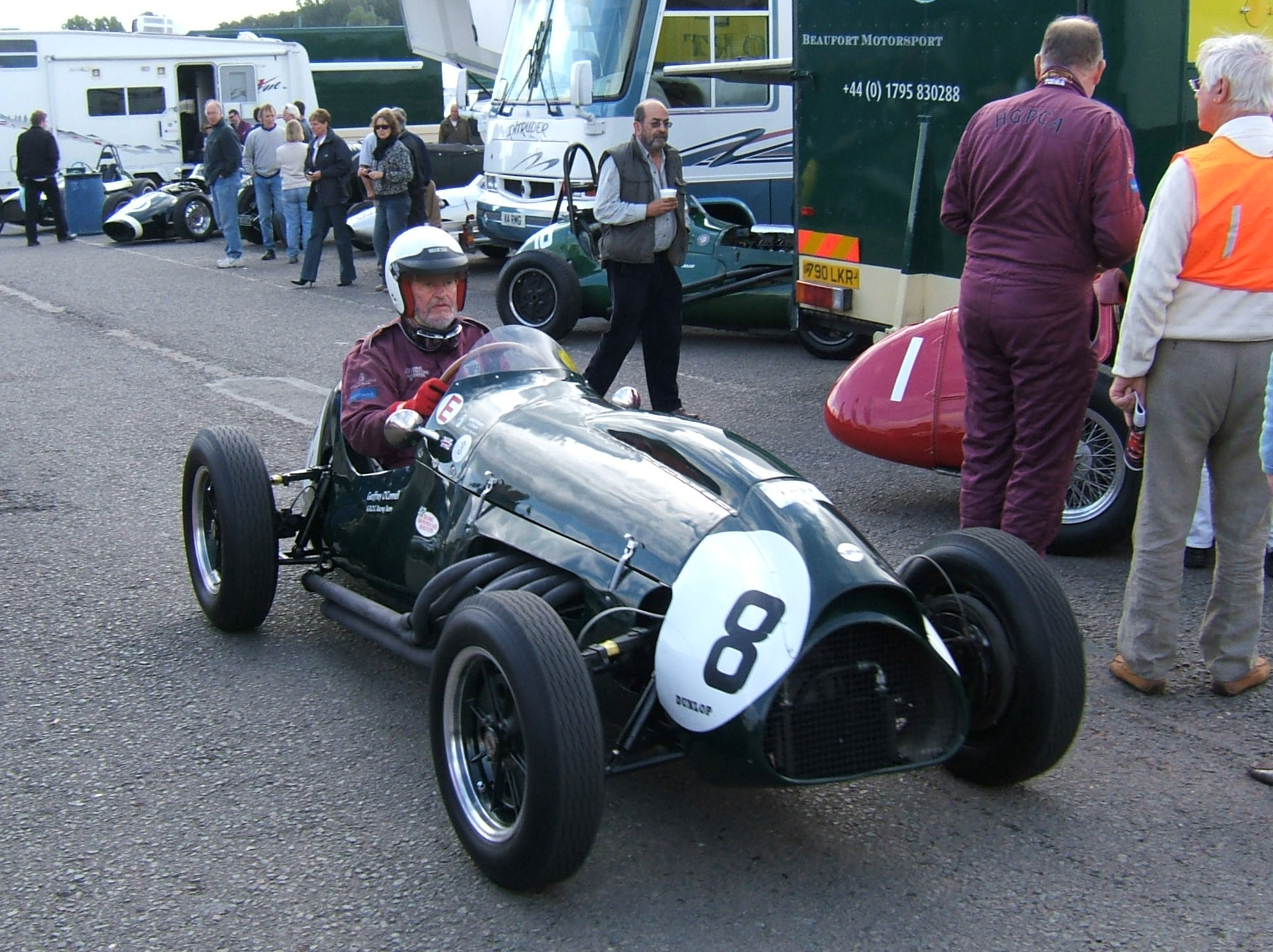
Pas moins de cinq Cooper T20 participent au meeting de Silverstone.

Deux T20 d'usine ont été engagées par l'Ecurie Richmond, pour Alan Brown et Eric Brandon. Ces petites monoplaces, très légères, disposent du six cylindres Bristol (environ 130 chevaux). Auteur d'un très beau début de saison (vainqueur à Goodwood, quatrième en Belgique pour ses débuts en championnat), Mike Hawthorn dispose de la voiture engagée et spécialement préparée par son père Leslie; grâce à l'addition de nitrométhane dans le carburant, Leslie Hawthorn parvient à extirper environ 150 chevaux du moteur Bristol, dont la conception date d'avant guerre. Deux autres écuries représentent la marque : l'Ecurie Ecosse (voiture pilotée par David Murray) et Archie Bryde (voiture pilotée par Reg Parnell).
- Maserati

Malgré l'avancement de la saison de courses, l'usine n'est toujours pas prête à engager la nouvelle Maserati A6GCM à moteur six cylindres (donné pour 165 chevaux). L'équipe brésilienne Escuderia Bandeirantes, qui a acquis deux de ces monoplaces, est présente avec ses deux pilotes, Gino Bianco et Eitel Cantoni. Comme au Grand Prix de France, Enrico Platé a inscrit deux Maserati 4CLT/48 modifiées (environ 140 chevaux) pour Emmanuel de Graffenried et Harry Schell.
- Frazer Nash

Le Britannique Peter Bell engage sa Frazer Nash à moteur Bristol (environ 140 chevaux dans sa dernière évolution) pour son compatriote Ken Wharton, quatrième du Grand Prix de Suisse au volant de cette voiture. Tony Crook est également présent au volant de sa monoplace personnelle.
- Alta F2

Graham Whitehead est engagé au volant de l'Alta personnelle de son frère Peter, dont le moteur développe environ 150 chevaux.
- Aston NB41

Le pilote-constructeur Bill Aston a engagé sa propre monoplace, dont le châssis est nettement inspiré de celui de la Cooper T20. Le moteur, conçu par Archie Butterworth, est un boxer 4 cylindres refroidi par air, d'une puissance de l'ordre de 140 chevaux.

## Coureurs inscrits
| no | Pilote                  | Écurie                 | Constructeur   | Modèle            | N° châssis   | Moteur         | Pneumatiques |
| -- | ----------------------- | ---------------------- | -------------- | ----------------- | ------------ | -------------- | ------------ |
| 1  | Graham Whitehead        | Privé                  | Alta           | Alta F2           | Alta L4      | F2/5           | D            |
| 2  | Bill Aston              | WS Aston               | WS Aston       | Aston NB41        | NB41         | Butterworth F4 | D            |
| 3  | Kenneth McAlpine        | Connaught Engineering  | Connaught      | Connaught A       | A1           | Lea Francis L4 | D            |
| 4  | Ken Downing             | Connaught Engineering  | Connaught      | Connaught A       | A3           | Lea Francis L4 | D            |
| 5  | Eric Thompson           | Connaught Engineering  | Connaught      | Connaught A       | A6           | Lea Francis L4 | D            |
| 6  | Dennis Poore            | Connaught Engineering  | Connaught      | Connaught A       | A4           | Lea Francis L4 | D            |
| 7  | David Murray            | Ecurie Ecosse          | Cooper         | Cooper T20        | CB/6/52      | Bristol L6     | D            |
| 8  | Reg Parnell             | Archie Bryde           | Cooper         | Cooper T20        | CB/1/52      | Bristol L6     | D            |
| 9  | Mike Hawthorn           | Leslie Hawthorn        | Cooper         | Cooper T20        | CB/4/52      | Bristol L6     | D            |
| 10 | Eric Brandon            | Ecurie Richmond        | Cooper         | Cooper T20        | CB/3/52      | Bristol L6     | D            |
| 11 | Alan Brown              | Ecurie Richmond        | Cooper         | Cooper T20        | CB/2/52      | Bristol L6     | D            |
| 12 | Stirling Moss           | ERA Ltd                | ERA            | ERA Type G        | R1G          | Bristol L6     | D            |
| 14 | Roy Salvadori           | G. Caprara             | Ferrari        | Ferrari 500       | 0188         | Ferrari L4     | D            |
| 15 | Alberto Ascari          | Scuderia Ferrari       | Ferrari        | Ferrari 500       | 5            | Ferrari L4     | P            |
| 16 | Giuseppe Farina         | Scuderia Ferrari       | Ferrari        | Ferrari 500       | 4            | Ferrari L4     | P            |
| 17 | Piero Taruffi           | Scuderia Ferrari       | Ferrari        | Ferrari 500       | 6            | Ferrari L4     | P            |
| 18 | Louis Rosier            | Écurie Rosier          | Ferrari        | Ferrari 500       | 0186         | Ferrari L4     | D            |
| 19 | Rudi Fischer            | Écurie Espadon         | Ferrari        | Ferrari 500       | 0184         | Ferrari L4     | P            |
| 20 | Peter Hirt              | Écurie Espadon         | Ferrari        | Ferrari 212       | 110          | Ferrari V12    | P            |
| 21 | Peter Whitehead         | Privé                  | Ferrari        | Ferrari 125       | 114          | Ferrari V12    | D            |
| 22 | Ken Wharton             | Scuderia Franera       | Frazer Nash    | Frazer Nash FN48  | 421/200/172S | Bristol L6     | D            |
| 23 | Tony Crook              | Privé                  | Frazer Nash    | Frazer Nash 421   | 421/200/170  | Bristol L6     | D            |
| 24 | Robert Manzon           | Equipe Gordini         | Gordini        | Gordini T16       | 31           | Gordini L6     | E            |
| 25 | Maurice Trintignant     | Equipe Gordini         | Gordini        | Gordini T16       | 33           | Gordini L6     | E            |
| 26 | Prince Bira             | Equipe Gordini         | Gordini        | Gordini T16       | 32           | Gordini L6     | E            |
| 27 | Johnny Claes            | Écurie Belge           | Simca-Gordini  | Simca-Gordini T15 | 15-GC        | Gordini L4     | E            |
| 28 | Tony Gaze               | Privé                  | HWM            | HWM 52            | 6            | Alta L4        | D            |
| 29 | Peter Collins           | HW Motors              | HWM            | HWM 52            | 2            | Alta L4        | D            |
| 30 | Duncan Hamilton         | HW Motors              | HWM            | HWM 52            | 5            | Alta L4        | D            |
| 31 | Lance Macklin           | HW Motors              | HWM            | HWM 52            | 1            | Alta L4        | D            |
| 32 | Emmanuel de Graffenried | Enrico Platé           | Maserati-Platé | Maserati-Platé    | 1601         | Maserati L4    | P            |
| 33 | Harry Schell            | Enrico Platé           | Maserati-Platé | Maserati-Platé    | 1598         | Maserati L4    | P            |
| 34 | Gino Bianco             | Escuderia Bandeirantes | Maserati       | Maserati A6GCM    | 2032         | Maserati L6    | P            |
| 35 | Eitel Cantoni           | Escuderia Bandeirantes | Maserati       | Maserati A6GCM    | 2033         | Maserati L6    | P            |

## Qualifications
Les séances qualificatives ont lieu les jeudi et vendredi précédant la course. Sans surprise, on assiste à une nouvelle domination des Ferrari, Giuseppe Farina et Alberto Ascari se montrant nettement au-dessus du lot. Lorsque les deux journées d'essais s'achèvent, tous deux ont réalisé un temps d'1 min 50 s, le chronométrage à la seconde ne permettant pas de les départager. Premier à réaliser ce chrono, Farina partira en pole position. Un peu en retrait par rapport à ses coéquipiers, Piero Taruffi réalise le troisième meilleur temps. Au volant d'une Gordini, Robert Manzon, quatrième à cinq secondes, complète la première ligne. Belle performance des Connaught pour leurs débuts en championnat, Ken Downing se qualifiant en deuxième ligne, ses coéquipiers Dennis Poore et Eric Thompson en troisième.

Les Maserati-Platé d'Emmanuel de Graffenried et Harry Schell n'ont pas participé aux qualifications, mais seront néanmoins admises au départ; elles s'élanceront de la dernière ligne. Le pilote-constructeur Bill Aston n'est pas parvenu à mettre au point son Aston Butterworth lors des essais, et déclare forfait pour la course.
| Pos. | no | Pilote                  | Écurie                | Temps        | Écart        |
| ---- | -- | ----------------------- | --------------------- | ------------ | ------------ |
| 1    | 16 | Giuseppe Farina         | Ferrari               | 1 min 50 s   |              |
| 2    | 15 | Alberto Ascari          | Ferrari               | 1 min 50 s   | + 0 s        |
| 3    | 17 | Piero Taruffi           | Ferrari               | 1 min 53 s   | + 3 s        |
| 4    | 24 | Robert Manzon           | Gordini               | 1 min 55 s   | + 5 s        |
| 5    | 4  | Ken Downing             | Connaught-Lea Francis | 1 min 56 s   | + 6 s        |
| 6    | 8  | Reg Parnell             | Cooper-Bristol        | 1 min 56 s   | + 6 s        |
| 7    | 9  | Mike Hawthorn           | Cooper-Bristol        | 1 min 56 s   | + 6 s        |
| 8    | 6  | Dennis Poore            | Connaught-Lea Francis | 1 min 56 s   | + 6 s        |
| 9    | 5  | Eric Thompson           | Connaught-Lea Francis | 1 min 57 s   | + 7 s        |
| 10   | 26 | Prince Bira             | Gordini               | 1 min 57 s   | + 7 s        |
| 11   | 30 | Duncan Hamilton         | HWM-Alta              | 1 min 57 s   | + 7 s        |
| 12   | 1  | Graham Whitehead        | Alta                  | 1 min 58 s   | + 8 s        |
| 13   | 11 | Alan Brown              | Cooper-Bristol        | 1 min 58 s   | + 8 s        |
| 14   | 29 | Peter Collins           | HWM-Alta              | 1 min 58 s   | + 8 s        |
| 15   | 19 | Rudi Fischer            | Ferrari               | 1 min 58 s   | + 8 s        |
| 16   | 12 | Stirling Moss           | ERA-Bristol           | 1 min 59 s   | + 9 s        |
| 17   | 3  | Kenneth McAlpine        | HWM-Alta              | 2 min 00 s   | + 10 s       |
| 18   | 10 | Eric Brandon            | Cooper-Bristol        | 2 min 00 s   | + 10 s       |
| 19   | 14 | Roy Salvadori           | Ferrari               | 2 min 00 s   | + 10 s       |
| 20   | 21 | Peter Whitehead         | Ferrari               | 2 min 00 s   | + 10 s       |
| 21   | 25 | Maurice Trintignant     | Gordini               | 2 min 00 s   | + 10 s       |
| 22   | 7  | David Murray            | Cooper-Bristol        | 2 min 02 s   | + 12 s       |
| 23   | 27 | Johnny Claes            | Simca-Gordini         | 2 min 02 s   | + 12 s       |
| 24   | 20 | Peter Hirt              | Ferrari               | 2 min 03 s   | + 13 s       |
| 25   | 23 | Tony Crook              | Frazer Nash-Bristol   | 2 min 03 s   | + 13 s       |
| 26   | 28 | Tony Gaze               | HWM-Alta              | 2 min 05 s   | + 15 s       |
| 27   | 35 | Eitel Cantoni           | Maserati              | 2 min 06 s   | + 16 s       |
| 28   | 34 | Gino Bianco             | Maserati              | 2 min 07 s   | + 17 s       |
| 29   | 31 | Lance Macklin           | HWM-Alta              | 2 min 08 s   | + 18 s       |
| 30   | 2  | Bill Aston              | Aston-Butterworth     | 3 min 28 s   | + 1 min 38 s |
| 31   | 32 | Emmanuel de Graffenried | Maserati              | Pas de temps | -            |
| 32   | 33 | Harry Schell            | Maserati              | Pas de temps | -            |

## Grille de départ du Grand Prix
| 1re ligne | Pos. 4                       |                                | Pos. 3                            |                                 | Pos. 2                        |                              | Pos. 1                     |
|           | Manzon Gordini 1 min 55 s    |                                | Taruffi Ferrari 1 min 53 s        |                                 | Ascari Ferrari 1 min 50 s     |                              | Farina Ferrari 1 min 50 s  |
| 2e ligne  |                              | Pos. 7                         |                                   | Pos. 6                          |                               | Pos. 5                       |                            |
|           |                              | Hawthorn Cooper 1 min 56 s     |                                   | Parnell Cooper 1 min 56 s       |                               | Downing Connaught 1 min 56 s |                            |
| 3e ligne  | Pos. 11                      |                                | Pos. 10                           |                                 | Pos. 9                        |                              | Pos. 8                     |
|           | Hamilton HWM 1 min 57 s      |                                | Bira Gordini 1 min 57 s           |                                 | Thompson Connaught 1 min 57 s |                              | Poore Connaught 1 min 56 s |
| 4e ligne  |                              | Pos. 14                        |                                   | Pos. 13                         |                               | Pos. 12                      |                            |
|           |                              | Collins HWM 1 min 58 s         |                                   | Brown Cooper 1 min 58 s         |                               | G. Whitehead Alta 1 min 58 s |                            |
| 5e ligne  | Pos. 18                      |                                | Pos. 17                           |                                 | Pos. 16                       |                              | Pos. 15                    |
|           | Brandon Cooper 2 min 00 s    |                                | McAlpine Connaught 2 min 00 s     |                                 | Moss ERA 1 min 59 s           |                              | Fischer Ferrari 1 min 58 s |
| 6e ligne  |                              | Pos. 21                        |                                   | Pos. 20                         |                               | Pos. 19                      |                            |
|           |                              | Trintignant Gordini 2 min 00 s |                                   | P. Whitehead Ferrari 2 min 00 s |                               | Salvadori Ferrari 2 min 00 s |                            |
| 7e ligne  | Pos. 25                      |                                | Pos. 24                           |                                 | Pos. 23                       |                              | Pos. 22                    |
|           | Crook Frazer Nash 2 min 03 s |                                | Hirt Ferrari 2 min 03 s           |                                 | Claes Gordini 2 min 02 s      |                              | Murray Cooper 2 min 02 s   |
| 8e ligne  |                              | Pos. 28                        |                                   | Pos. 27                         |                               | Pos. 26                      |                            |
|           |                              | Bianco Maserati 2 min 07 s     |                                   | Cantoni Maserati 2 min 06 s     |                               | Gaze HWM 2 min 05 s          |                            |
| 9e ligne  | Pos. 32                      |                                | Pos. 31                           |                                 | Pos. 30                       |                              | Pos. 29                    |
|           | Schell Maserati Pas de temps |                                | Graffenried Maserati Pas de temps |                                 | Emplacement vide              |                              | Macklin HWM 2 min 08 s     |

## Déroulement de la course
Le temps est couvert mais la piste sèche au moment du départ. Alberto Ascari (Ferrari) effectue un superbe démarrage et prend nettement l'avantage au premier virage. À la fin du premier tour, il devance de quelques longueurs son coéquipier Giuseppe Farina et la Connaught de Dennis Poore, ce dernier ayant gagné cinq places par rapport à sa position initiale. Mal partis depuis la première ligne, Robert Manzon (Gordini) et Piero Taruffi (Ferrari) sont seulement septième et neuvième. Manzon ne va pas tarder à abandonner, sur problème d'embrayage. Ascari creuse rapidement l'écart, tandis que Taruffi commence à regagner des places; après quatre tours, il est remonté en cinquième position, à quelques secondes des deux Connaught de Poore et Downing qui effectuent un très beau début de course, et juste devant Mike Hawthorn (Cooper) qu'il vient de dépasser. Au huitième tour, Taruffi déborde Downing pour le gain de la quatrième place; il remonte sur Poore, mais ce dernier défend vaillamment sa troisième position. Toutefois, au début du quinzième tour, il dérape sur une flaque d'huile et doit laisser passer Taruffi. Les trois Ferrari sont alors en tête, Ascari comptant déjà une quinzaine de secondes d'avance sur Farina. L'écart entre les deux premiers se stabilise pendant une dizaine de tours, avant que Farina ne commence à rencontrer des problèmes d'allumage qui l'obligent à regagner les stands au vingt-septième tour. Il en repart après un changement de bougies, mais a perdu beaucoup trop de temps pour espérer un bon classement.
Ascari compte désormais une minute et demie d'avance sur son coéquipier Taruffi. Poore est troisième, à une dizaine de secondes de la deuxième Ferrari. Les autres concurrents, emmenés par Hawthorn, comptent déjà plus d'un tour de retard sur le leader. À la mi-course, les positions sont inchangées, Ascari ayant encore accru son avance sur ses poursuivants. Peu après, les pilotes Connaught sont appelés au stand pour effectuer un ravitaillement en carburant, huile et eau. Cette opération leur prend près d'une minute, permettant à Hawthorn de s'emparer de la troisième place, devant Poore, Farina revenant en cinquième position devant la Cooper de Parnell.
La fin de course n'apporte pas de changement notable, excepté la remontée de Thompson (Connaught), septième après son arrêt ravitaillement, qui parvient à dépasser Parnell puis Farina pour le gain de la cinquième place. Ascari emporte une nouvelle victoire, franchissant la ligne d'arrivée avec plus d'un tour d'avance sur Taruffi et deux sur Hawthorn, ce dernier ayant effectué une course très régulière. Encourageants débuts en championnat pour les Connaught, Poore et Thompson terminant quatrième et cinquième.

### Classements intermédiaires
Classements intermédiaires des monoplaces aux premier, cinquième, dixième, vingtième, trentième, quarantième et soixantième tours,.

### Classement de la course
| Pos  | No | Pilote               | Écurie                | Tours | Temps/Abandon               | Grille | Points |
| ---- | -- | -------------------- | --------------------- | ----- | --------------------------- | ------ | ------ |
| 1    | 15 | Alberto Ascari       | Ferrari               | 85    | 2 h 44 min 11 s             | 2      | 9      |
| 2    | 17 | Piero Taruffi        | Ferrari               | 84    | 2 h 44 min 16 s (+ 1 tour)  | 3      | 6      |
| 3    | 9  | Mike Hawthorn        | Cooper-Bristol        | 83    | 2 h 44 min 31 s (+ 2 tours) | 7      | 4      |
| 4    | 6  | Dennis Poore         | Connaught-Lea Francis | 83    | 2 h 45 min 04 s (+ 2 tours) | 8      | 3      |
| 5    | 5  | Eric Thompson        | Connaught-Lea Francis | 82    | 2 h 44 min 49 s (+ 3 tours) | 9      | 2      |
| 6    | 16 | Nino Farina          | Ferrari               | 82    | 2 h 45 min 02 s (+ 3 tours) | 1      |        |
| 7    | 8  | Reg Parnell          | Cooper-Bristol        | 82    | + 3 tours                   | 6      |        |
| 8    | 14 | Roy Salvadori        | Ferrari               | 82    | + 3 tours                   | 19     |        |
| 9    | 4  | Ken Downing          | Connaught-Lea Francis | 82    | + 3 tours                   | 5      |        |
| 10   | 21 | Peter Whitehead      | Ferrari               | 81    | + 4 tours                   | 20     |        |
| 11   | 26 | Prince Bira          | Gordini               | 81    | + 4 tours                   | 10     |        |
| 12   | 1  | Graham Whitehead     | Alta                  | 80    | + 5 tours                   | 12     |        |
| 13   | 19 | Rudi Fischer         | Ferrari               | 80    | + 5 tours                   | 15     |        |
| 14   | 27 | Johnny Claes         | Simca-Gordini         | 79    | + 6 tours                   | 23     |        |
| 15   | 31 | Lance Macklin        | HWM-Alta              | 79    | + 6 tours                   | 29     |        |
| 16   | 3  | Kenneth McAlpine     | Connaught-Lea Francis | 79    | + 6 tours                   | 17     |        |
| 17   | 33 | Harry Schell         | Maserati              | 78    | + 7 tours                   | 32     |        |
| 18   | 34 | Gino Bianco          | Maserati              | 77    | + 8 tours                   | 28     |        |
| 19   | 32 | Toulo de Graffenried | Maserati              | 76    | + 9 tours                   | 31     |        |
| 20   | 10 | Eric Brandon         | Cooper-Bristol        | 76    | + 9 tours                   | 18     |        |
| 21   | 23 | Tony Crook           | Frazer-Nash-Bristol   | 75    | + 10 tours                  | 25     |        |
| 22   | 11 | Alan Brown           | Cooper-Bristol        | 69    | + 16 tours                  | 13     |        |
| Abd. | 29 | Peter Collins        | HWM-Alta              | 73    | Allumage                    | 14     |        |
| Abd. | 30 | Duncan Hamilton      | HWM-Alta              | 44    | Moteur                      | 11     |        |
| Abd. | 12 | Stirling Moss        | ERA-Bristol           | 36    | Moteur                      | 16     |        |
| Abd. | 25 | Maurice Trintignant  | Gordini               | 21    | Boîte de vitesses           | 21     |        |
| Abd. | 28 | Tony Gaze            | HWM-Alta              | 19    | Moteur                      | 26     |        |
| Abd. | 7  | David Murray         | Cooper-Bristol        | 14    | Moteur                      | 22     |        |
| Abd. | 24 | Robert Manzon        | Gordini               | 9     | Embrayage                   | 4      |        |
| Abd. | 20 | Peter Hirt           | Ferrari               | 3     | Freins                      | 24     |        |
| Abd. | 35 | Eitel Cantoni        | Maserati              | 0     | Freins                      | 27     |        |
| Np.  | 2  | Bill Aston           | WS Aston              | 0     | Non partant                 |        |        |

Légende:
- Abd.= Abandon

### Pole position et record du tour
- Pole position :  Giuseppe Farina en 1 min 50 s (vitesse moyenne : 154,178 km/h). Temps réalisé lors de la seconde journée d'essais[7], et égalé par Alberto Ascari.
- Meilleur tour en course :  Alberto Ascari en 1 min 52 s (vitesse moyenne : 151,425 km/h) au neuvième tour.

### Tours en tête
- Alberto Ascari : 85 tours (1-85)

## Classement général à l'issue de la course
- attribution des points : 8, 6, 4, 3, 2 respectivement aux cinq premiers de chaque épreuve et 1 point supplémentaire pour le pilote ayant accompli le meilleur tour en course (signalé par un astérisque)

| Pos. | Pilote              | Écurie       | Points | SUI | 500 | BEL | FRA | GBR | ALL | NL | ITA |
| ---- | ------------------- | ------------ | ------ | --- | --- | --- | --- | --- | --- | -- | --- |
| 1    | Alberto Ascari      | Ferrari      | 27     | -   | -   | 9*  | 9*  | 9*  |     |    |     |
| 2    | Piero Taruffi       | Ferrari      | 19     | 9*  | -   | -   | 4   | 6   |     |    |     |
| 3    | Giuseppe Farina     | Ferrari      | 12     | -   | -   | 6   | 6   | -   |     |    |     |
| 4    | Troy Ruttman        | Kuzma        | 8      | -   | 8   | -   | -   | -   |     |    |     |
| 5    | Robert Manzon       | Gordini      | 7      | -   | -   | 4   | 3   | -   |     |    |     |
|      | Mike Hawthorn       | Cooper       | 7      | -   | -   | 3   | -   | 4   |     |    |     |
| 7    | Rudi Fischer        | Ferrari      | 6      | 6   | -   | -   | -   | -   |     |    |     |
|      | Jim Rathmann        | Kurtis Kraft | 6      | -   | 6   | -   | -   | -   |     |    |     |
| 9    | Jean Behra          | Gordini      | 4      | 4   | -   | -   | -   | -   |     |    |     |
|      | Sam Hanks           | Kurtis Kraft | 4      | -   | 4   | -   | -   | -   |     |    |     |
| 11   | Ken Wharton         | Frazer Nash  | 3      | 3   | -   | -   | -   | -   |     |    |     |
|      | Duane Carter        | Lesovsky     | 3      | -   | 3   | -   | -   | -   |     |    |     |
|      | Dennis Poore        | Connaught    | 3      | -   | -   | -   | -   | 3   |     |    |     |
| 14   | Alan Brown          | Cooper       | 2      | 2   | -   | -   | -   | -   |     |    |     |
|      | Art Cross           | Kurtis Kraft | 2      | -   | 2   | -   | -   | -   |     |    |     |
|      | Paul Frère          | HWM          | 2      | -   | -   | 2   | -   | -   |     |    |     |
|      | Maurice Trintignant | Gordini      | 2      | -   | -   | -   | 2   | -   |     |    |     |
|      | Eric Thompson       | Connaught    | 2      | -   | -   | -   | -   | 2   |     |    |     |
| 19   | Bill Vukovich       | Kurtis Kraft | 1      | -   | 1*  | -   | -   | -   |     |    |     |

## À noter
- 5e victoire en championnat du monde pour Alberto Ascari.
- 7e victoire en championnat du monde pour Ferrari en tant que constructeur.
- 7e victoire en championnat du monde pour Ferrari en tant que motoriste.
- 1er podium en championnat du monde pour Mike Hawthorn.
- 1er podium en championnat du monde pour Cooper.
- 1er Grand Prix de championnat du monde pour BMW en tant que motoriste.
- 1er et unique podium en championnat du monde pour Bristol en tant que motoriste.
- 5e et dernier Grand Prix de championnat du monde pour Alta ; les moteurs Alta continuent par contre d'être engagés par de nombreux pilotes privés.